# Tete (cantante)
Tete (Buenos Aires, Argentina, 18 de septiembre de 1980) es un cantante, compositor, guitarrista, baterista y productor de música Rock & Pop en español, de origen argentino. Su nombre artístico, Tete, es el apodo con el que era llamado de chico en su familia.

## Biografía
Desde su infancia toca instrumentos. En 2003 inició su carrera a nivel profesional, debutando con el EP Ya no Tengo Prisa, el cual cuenta con 4 temas de su autoría. En el 2006 lanzó el álbum La Imagen es a Modo Ilustrativo, que se ubicó entre las principales preferencias del público hispanoamericano. En 2007 se destaca con el éxito de uno de sus sencillos Una Pasión, el cual ratifica en 2008 con Cuanto tienes cuanto vales, tercer sencillo de su más reciente álbum. 
En 2009 comienza a difundirse en los principales canales de música y emisoras de radio Vos convirtiéndose esta balada en el cuarto corte de este disco. En 2010 graba una versión acústica de La Imagen es a Modo Ilustrativo contando con la participación de “Negro” García López en guitarras y de Adrian “Burbuja” Perez de Intoxicados.
En el 2024, emprende un negocio de parripollos en Aldo Bonzi.

## Discografía
- Ya no tengo prisa (2003)
- La imagen es a modo ilustrativo (2007)
- La imagen es a modo ilustrativo Acústico (2010)

### Sencillos
| Año  | Sencillo                      | Álbum                                      |
| ---- | ----------------------------- | ------------------------------------------ |
| 2003 | "Ya no tengo prisa"           | Ya no tengo prisa                          |
| 2005 | "Sin ti"                      | Ya no tengo prisa                          |
| 2006 | "Solo Una Ilusión"            | La imagen es a modo ilustrativo            |
| 2007 | "Una Pasión"                  | La imagen es a modo ilustrativo            |
| 2008 | "Cuanto tienes, cuanto vales" | La imagen es a modo ilustrativo            |
| 2009 | "Vos"                         | La imagen es a modo ilustrativo            |
| 2011 | "No me arrepiento"            | La imagen es a modo ilustrativo (Acustico) |